# Jules T. Freund

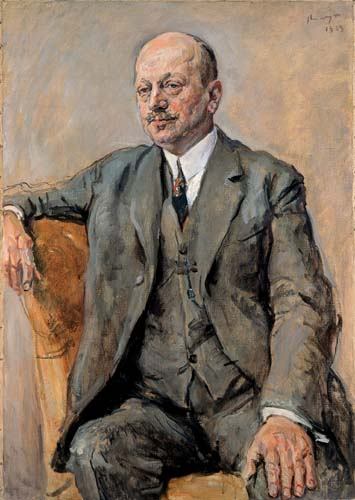
Jules T. Freund

Jules T. Freund (* 24. Juni 1890 in Budapest; † 22. April 1960) war ein US-amerikanischer Immunologe, der das nach ihm benannte Freund-Adjuvans entwickelte.
Jules Freund studierte Medizin an der Königlichen Ungarischen Universität und wurde mit 23 Jahren promoviert. Im Ersten Weltkrieg war er in der Österreichisch-Ungarischen Armee.
In den Jahren 1949/1950 war er Präsident der American Association of Immunologists. 1959 wurde er mit dem Albert Lasker Award for Basic Medical Research ausgezeichnet.

## Belege
1. ↑  The Journal of Immunology, 1963

| Personendaten    | Personendaten                       |
| ---------------- | ----------------------------------- |
| NAME             | Freund, Jules T.                    |
| ALTERNATIVNAMEN  | Freund, Jules Thomas; Freund, Jules |
| KURZBESCHREIBUNG | US-amerikanischer Immunologe        |
| GEBURTSDATUM     | 24. Juni 1890                       |
| GEBURTSORT       | Budapest                            |
| STERBEDATUM      | 22. April 1960                      |